# Douarnenez
Douarnenez es una comuna francesa perteneciente al departamento del Finisterre en Bretaña. Se trata a la vez de un importante puerto pesquero y deportivo localizado en la bahía que lleva su nombre, la bahía de Douarnenez.
El gentilicio de sus habitantes es, en francés Douarnenistes, aunque se les otorga igualmente el apodo (especialmente a las mujeres) de Penn sardine, haciendo referencia a la cofia que llevan las mujeres y que se asemeja a una cabeza de sardina (penn significa cabeza en bretón).
La comuna se amplió en 1945, fusionándose con las comunas vecinas de Ploaré, Pouldavid-sur-Mer y Tréboul.
Las divisas de la ciudad son:
- Dalc'h mad, que significa Resiste
- Yec'hed mad, que significa Buena salud

## Geografía
Una particularidad de la ciudad es la isla Tristán, que se encuentra a 50 metros aproximadamente de la línea costera. Es accesible a pie desde la ciudad, aunque únicamente en mareas bajas intensas.

### Economía
La ciudad dispone de tres puertos: Rosmeur, actual puerto pesquero, gestionado por la Cámara de Comercio e Industria de Quimper-Cornuaille, Port-Rhu (antigua ría de Pouldavid) en el que se encuentra el museo de barcos y la reciente mediateca, y el puerto deportivo de Tréboul.
Si bien el puerto pesquero se encuentra en un período de declive, el puerto deportivo de Tréboul Sud, por su parte, se encuentra en pleno crecimiento, atrayendo cada vez a más lujosos veleros (como el del príncipe de Dinamarca que hace escala en el lugar cada verano).
Los dos mercados (Douarnenez Centre y Tréboul Sud) son muy frecuentados por los turistas, especialmente el de Treboul Sud, ubicado junto al puerto deportivo.

## Demografía
| 1 473 | 1 708 | 1 763 | 1 800 | 3 646 | 3 303 | 3 952 | 4 193 | 4 470 | 4 870 | 5 434 | 7 180 | 8 637 | 9 809 | 10 985 | 10 021 | 11 465 | 12 865 | 13 568 | 13 753 | 12 259 | 11 290 | 10 536 | 10 556 | 20 564 | 20 089 | 19 887 | 19 705 | 19 096 | 17 653 | 16 457 | 15 827 | 15 436 |
| Para los censos de 1962 a 1999 la población legal corresponde a la población sin duplicidades (Fuente: INSEE [Consultar]) |       |       |       |       |       |       |       |       |       |       |       |       |       |        |        |        |        |        |        |        |        |        |        |        |        |        |        |        |        |        |        |        |

## Historia
La presencia de ánforas de garum en las Plomarc'h atestigua la antigüedad del yacimiento; aunque es de Pouldavid desde donde se exportaba la producción textil de Locronan.
Según la leyenda de la ciudad de Ys, una próspera ciudad habría estado antaño ubicada en la bahía, antes de ser engullida por el océano.
A principios del siglo XII, el obispo de Cornouaille, Roberto, hizo donación de la isla de San Tutuarn al monasterio de Marmoutier (cerca de Tours en el departamento de Indre-et-Loire). Esta isla ha sido identificada con la isla Tristán y su antiguo nombre, que hacía referencia san Tugdual, podría ser igualmente el origen etimológico del nombre de la ciudad, si no se tratase de una derivación del bretón «douar an enez» que significa «la tierra de la isla». El acta de donación indica que ya existía una iglesia, posiblemente más en sentido de pequeño monasterio que de iglesia parroquial. Por lo que respecta a la donación, parece haber tenido como objetivo el relanzamiento de la vida religiosa en la diócesis.
La comuna está ligada igualmente a algunos hechos relativos a la Revuelta del papel sellado en 1675.
Douarnenez fue también la primera ciudad comunista de Francia.

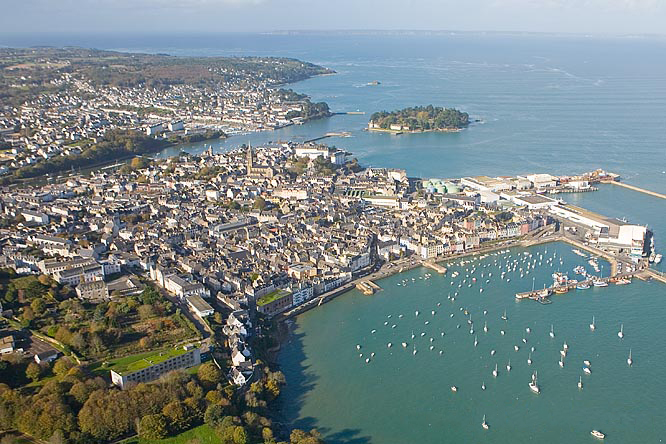
Vista aérea de Douarnenez.
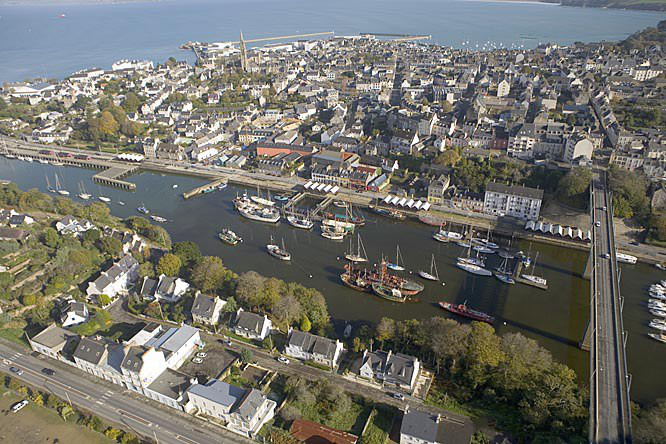
Vista aérea del Port Rhu, en Douarnenez.
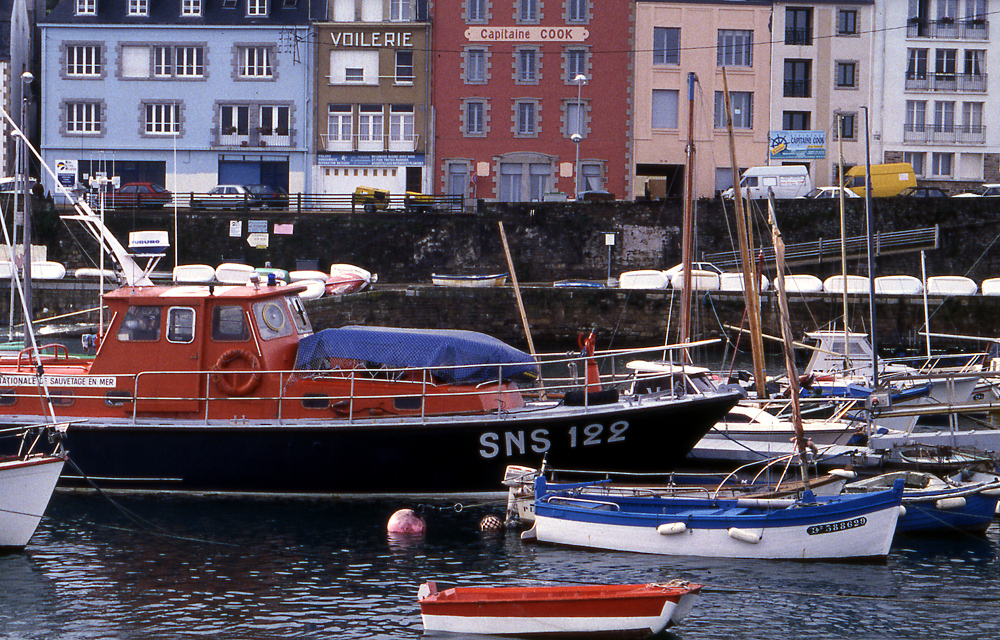
El puerto y la lancha motora de la Sociedad Nacional de Salvamento Marítimo.

## Cultura
Douarnenez es una ciudad con una fuerte identidad cultural. Los equipamientos municipales son importantes en vista del tamaño de la comuna: un Centro de Artes y una Escuela de Música; una Mediateca y un Museo de temática social -el Port-musée- de alcance regional, completamente modernizado en el año 2006.
Las asociaciones culturales poseen igualmente un alto nivel de actividad: Festival de Cine de Douarnenez / Gouel ar filmoù (en agosto); Festival de las «Arts Dinent à l'huile» (verano e invierno); Festivales marítimos (cada dos años), etc.
Finalmente, hay una fuerte presencia de artistas en la ciudad.

### La sardina (pesquerías e industria conservera)
Douarnenez siempre ha sido uno de los principales puertos pesqueros franceses respecto de la pesca de la sardina. En consecuencia, desde el siglo XIX han sido muy numerosas las industrias conserveras asentadas en la ciudad, entre las cuales la más antigua de todo el mundo, Connétable, cuya actividad se mantiene hoy en día.
No obstante, ante la competencia en el sector, la mayoría de las industrias conserveras de la ciudad han ido cerrando progresivamente sus puertas; actualmente no quedan de ese rico pasado más que dos fábricas que han sabido desarrollarse y resistir: Petit Navire y Connétable. 
Una importante exposición en el Port-musée de Douarnenez relata la historia de las industrias conserveras en la ciudad de los "Penn-sardin", pero igualmente en todo Cornualles e incluso en todo el litoral francés del Océano Atlántico. Todo tipo de material industrial relativo a esta temática, incluyendo autoclaves, camiones, latas, archivos, fotografías, maquetas y películas dan testimonio de esta actividad industrial.

### Gastronomía
Douarnenez es célebre por su pastel local, el kouign amann; su nombre («pastel a la mantequilla», en bretón) resulta evocador respecto de uno de los principales ingredientes utilizados en su elaboración…
Se encuentran igualmente crêpes bretonas de muy buena calidad. Cabe recordar que las crêpes bretonas tienen acentuadas diferencias con las crêpes habituales, ya que se elaboran con un tipo especial de trigo, que confiere a la masa una mayor dureza, además de un color oscuro característico, y que permite a la crêpe ser la base de numerosos ingredientes (como pescados, mariscos o determinados tipos de embutidos) que casarían mal con las más conocidas crêpes normales.
Hay una nutrida abundancia y variedad de productos del mar, sea en forma de pescados, sea en forma de marisco, aunque pueden encontrarse igualmente productos cárnicos de calidad.

### Monumentos
- Iglesia de Saint-Jacques de Pouldavid.
- Iglesia del Sacré Cœur de Douarnenez.
- Capilla Saint-Jean de Tréboul Sud

### Para visitar
- Puerto deportivo de Tréboul Sud.
- Paseo por el camino litoral de Tréboul Sud entre el puerto deportivo y la playa de Sables-Blancs.
- El centro de la ciudad de Douarnenez y sus calles adoquinadas.
- El paseo de las Plomarc'h, cercano al puerto pesquero de Douarnenez, con sus ruinas romanas excavadas y una granja con todo tipo de animales, desde vacas a volatería.
- Playa de Sables-Blancs de Tréboul Sud.

### El Museo Portuario
El Port-musée, que posee la mayor colección de barcos existente en los museos marítimos de toda Francia, presenta, desde el verano de 2006, una nueva imagen.
Una veintena de embarcaciones, un centenar de objetos, o una colección de películas dan testimonio de las actividades marítimas. De la reconstitución de un antiguo «abrigo portuario» bretón a la evocación del puerto de Douarnenez durante el siglo XX, de Noruega a Portugal, de las costas del África a las del Pacífico, de la pesca al deporte, las habilidades de cada pueblo han sido rentabilizadas en la remodelación de los fondos museísticos.
Tres exposiciones temporales completan la visita: la historia de la industria conservera pesquera, la de la supervivencia en alta mar, y la de las primeras actividades turísticas marinas, todo ello para el año 2007.
La visita se prolonga al aire libre con los barcos expuestos en los muelles, en los que cada cual puede visitar por sí mismo puentes, calas o salas de máquinas de cinco buques expuestos en la ría de Port-Rhu…
Existen Audio-guías gratuita en francés, inglés y bretón.

## Acontecimientos
- Desde 1986 Douarnenez acoge una reunión de barcos con aparejos (1986, 1988, 1992, 1996, 1998, 2000, 2002, 2004 y 2006). Este festival marítimo reúne a todo tipo de veleros de tipo tradicional, procedentes de las cuatro esquinas del mundo. En 2004 se contaron no menos de 2.000 veleros 17.000 marinos profesionales y 30 naciones distintas representadas. La última edición tuvo lugar entre el 27 y el 31 de julio de 2006. Douarnenez 2006
- Todo los veranos, desde 1978, se celebra un Festival cinematográfico sobre las minorías étnicas, habiendo correspondido la última edición a los Balcanes.
- Una cita imprescindible: «les gras». Se celebra cada año durante una semana, siendo una tradición existente en Douarnenez desde hace más de 150 años.

## Personalidades

### Nacimientos
- Ronan Pensec, ciclista
- Yvon Le Bot, sociólogo
- Joseph Savina, ebanista
- Serge Le Dizet, entrenador de fútbol
- Bob Sinclar, músico de House Music, cuyo verdadero nombre es Christophe Le Friant
- Nolwenn Korbell, cantante bretona
- Christian Gourcuff,entrenador de fútbol
- Romain Danzé, futbolista
- Grégory Le Deventec, jugador de billar
- Florent Le Deventec, jugador de billar
- Sébastien Le Dain, jugador de billar

### Fallecimientos
- René Laennec (1781-1826): médico e inventor del estetoscopio.
- Louis-Marie Désiré-Lucas (1869-1949): pintor y litógrafo.
- Jean-Marie Le Bris (1817-1872): capitán de la marina mercante, primer aviador de la Historia.
- Georges Perros (1923-1978): escritor.
- Anita Conti (1899-1997): exploradora y fotógrafa.
- Youenn Gwernig (1925-2006): poeta, escultor y cantautor.

### Otros
- Jean-Pierre Abraham, escritor. Abraham vivió durante varios años en Douarnenez, mientras trabajaba para la revista Chasse-marée. Uno de sus libros póstumos, Au plus près (2004), contiene diversos relatos que se sitúan en Douarnenez o en sus cercanías.
- Lucien de Vissec describió perfectamente el Douarnenez de principios del siglo XX en su novela Les Filets bleus.
- Maurice Boitel, pintor (a principios de los años cincuenta pintó numerosos cuadros en Douarnenez).
- Eugène Gonidec Timonel y único superviviente del naufragio del navío oceanográfico Pourquoi pas? en 1936.
- Corentin Celton, sindicalista de los hospitales de París, resistente fusilado por el nazismo.

## Douarnenez en el arte

### En el cine
Douarnenez es la ciudad en que se desarrolla la acción en la película Microclimat de Marie Hélia den 2007, rodada íntegramente en la ciudad.